# Artamella
Artamella is een geslacht van zangvogels uit de familie vanga's (Vangidae).

## Soorten
Het geslacht kent de volgende soort:
- Artamella viridis – Witkopvanga